# Forbidden (hudební skupina)
Forbidden (v překladu z angličtiny zakázané) byla americká thrash metalová kapela založená v roce 1985 pod názvem Forbidden Evil v Haywardu ve státě Kalifornie. Mezi zakladatele patřili zpěvák Russ Anderson, kytaristé Craig Locicero a Rob Flynn, baskytarista John Tegio a bubeník James Pittman. V roce 1986 Pittman, Tegio a Flynn kapelu opustili, nahradili je Paul Bostaph (bicí), Matt Camacho (baskytara) a Glen Alvelais (kytara). V roce 1987 skupina zkrátila svůj název na Forbidden.

Forbidden patřili do druhé vlny thrash metalu, která vznikla v oblasti San Francisco Bay Area (tzv. Bay Area thrash metal).
Debutové studiové album Forbidden Evil vyšlo v roce 1988 pod hlavičkou amerického vydavatelství Combat Records. 

Od roku 2012 je kapela neaktivní.

## Diskografie

### Dema
Pod názvem Forbidden Evil
- 6 demonahrávek

Pod názvem Forbidden
- Trapped (1991)
- Disillusions (1992)
- Distortion (1993)

### Studiová alba
- Forbidden Evil (1988)
- Twisted into Form (1990)
- Distortion (1994)
- Green (1997)
- Omega Wave (2010)

### Singly
- Step by Step Promo (1990)
- No Reason (1994)

### Live alba
- Raw Evil: Live at the Dynamo (1989)

### Kompilace
- Point of No Return (1992)